# Прибич-Црквений
Прибич-Црквений (хорв. Pribić Crkveni) — населений пункт у Хорватії, у Загребській жупанії у складі громади Крашич.

## Населення
Населення за даними перепису 2011 року становило 173 осіб.
Динаміка чисельності населення поселення:

## Клімат
Середня річна температура становить 10,31 °C, середня максимальна – 23,89 °C, а середня мінімальна – -5,62 °C. Середня річна кількість опадів – 1098 мм.
| Клімат поселення                              | Клімат поселення | Клімат поселення | Клімат поселення | Клімат поселення | Клімат поселення | Клімат поселення | Клімат поселення | Клімат поселення | Клімат поселення | Клімат поселення | Клімат поселення | Клімат поселення | Клімат поселення |
| Показник                                      | Січ.             | Лют.             | Бер.             | Квіт.            | Трав.            | Черв.            | Лип.             | Серп.            | Вер.             | Жовт.            | Лист.            | Груд.            |                  |
| Середній максимум, °C                         | 6,18             | 8,16             | 12,07            | 16,22            | 20,84            | 23,89            | 23,55            | 23,10            | 19,36            | 14,38            | 8,78             | 4,87             |                  |
| Середня температура, °C                       | 0,28             | 2,26             | 6,15             | 10,34            | 14,95            | 17,99            | 19,83            | 19,38            | 15,62            | 10,66            | 5,04             | 1,15             |                  |
| Середній мінімум, °C                          | −5,62            | −3,62            | 0,26             | 4,43             | 9,05             | 12,10            | 16,11            | 15,65            | 11,91            | 6,93             | 1,32             | −2,59            |                  |
| Норма опадів, мм                              | 56               | 59               | 76               | 86               | 91               | 118              | 105              | 105              | 106              | 106              | 108              | 82               |                  |
| Середньомісячна швидкість вітру, м/с          | 1.51             | 1.64             | 2.04             | 1.99             | 1.84             | 1.70             | 1.62             | 1.52             | 1.43             | 1.49             | 1.60             | 1.54             |                  |
| Середньомісячна сонячна радіація, кДж/м²·день | 4127             | 6845             | 10335            | 14798            | 18872            | 20657            | 21764            | 18712            | 13806            | 8648             | 4563             | 3350             |                  |
| --------------------------------------------- | ---------------- | ---------------- | ---------------- | ---------------- | ---------------- | ---------------- | ---------------- | ---------------- | ---------------- | ---------------- | ---------------- | ---------------- | ---------------- |
| Джерело:                                      |                  |                  |                  |                  |                  |                  |                  |                  |                  |                  |                  |                  |                  |